# Stazione di San Liberato
Stazione di San Liberato vasútállomás Olaszországban, Narni településen.

## Vasútvonalak
Az állomást az alábbi vasútvonalak érintik:
- Ancona–Orte -vasútvonal

## Kapcsolódó állomások
A vasútállomáshoz az alábbi állomások vannak a legközelebb:
- Stazione di Orte
- Stazione di Nera Montoro